# Kate Siegel

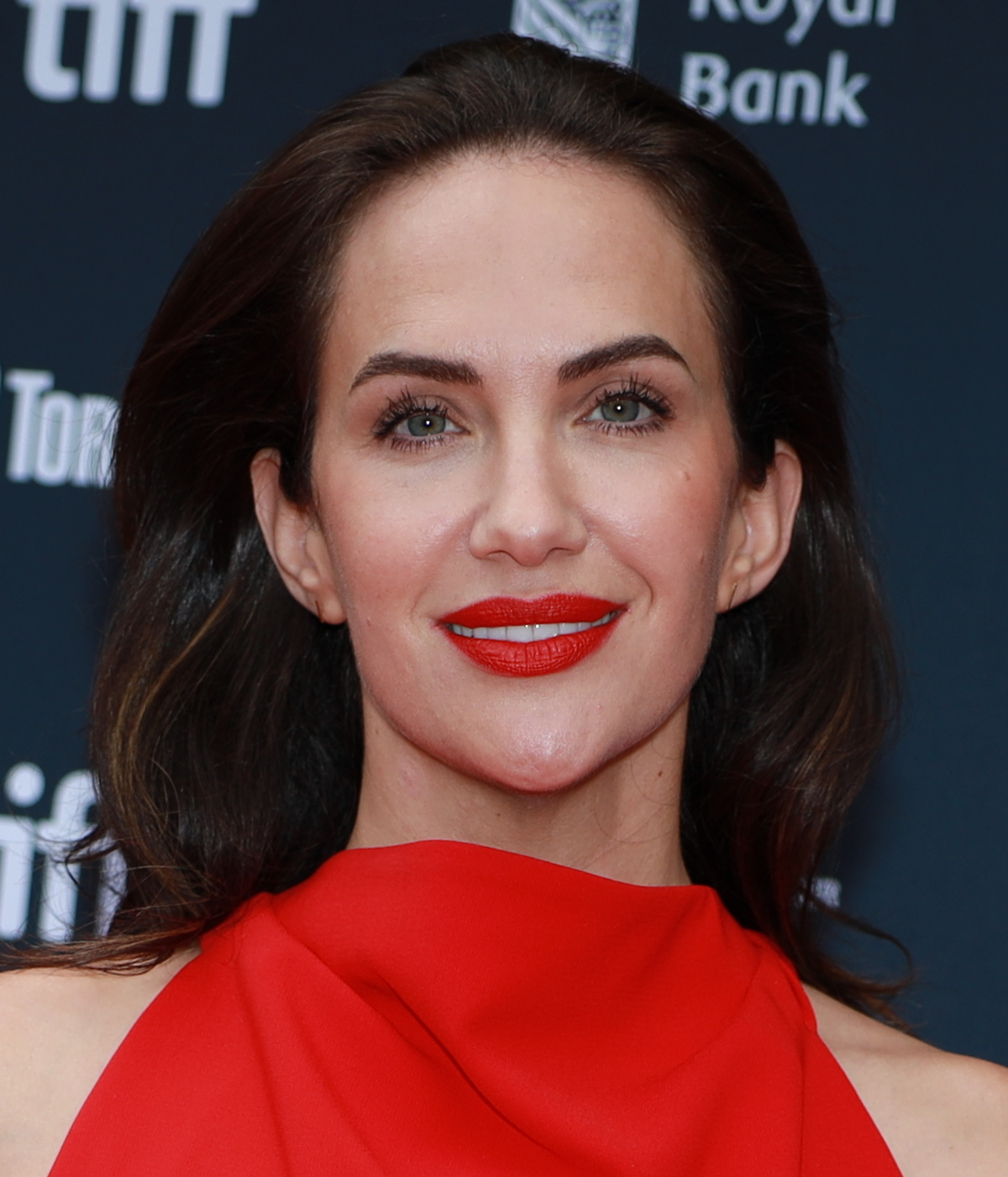
Kate Siegel auf dem Toronto International Film Festival 2024

Kate Siegel (geboren 9. August 1982 in Silver Spring als Kate Gordon Siegelbaum) ist eine US-amerikanische Schauspielerin und Drehbuchautorin. Sie ist vor allem für ihre gemeinsame Arbeit mit ihrem Ehemann Mike Flanagan im Horrorgenre bekannt. Siegel war in mehreren seiner Filme sowie von ihm erdachten Fernsehserien Darstellerin und verfasste das Drehbuch seiner Produktion Still.

## Leben
Kate Siegel wurde 1982 in Silver Spring im US-Bundesstaat Maryland geboren, wo sie auch aufwuchs. Als Jugendliche machte sie im Theaterkurs der St. Andrew’s Episcopal School, einer High School in der Nachbarstadt Potomac, erste Schauspielerfahrungen. Nach ihrem Abschluss studierte sie an der Syracuse University in New York Schauspiel. Dort war sie ebenfalls Mitglied einer Theatergruppe und schloss das Studium mit einem Bachelor ab.
In einem Interview 2008 outete sich Siegel öffentlich als bisexuell. Anfang 2016 heiratete sie den Regisseur Mike Flanagan, mit dem sie zwei gemeinsame Kinder hat. Siegel bemerkte während der Dreharbeiten zur ersten Staffel der Serie Spuk in Hill House, bei der Flanagan Regie führte, ihre zweite Schwangerschaft. Aus diesem Grund benannte das Ehepaar ihre Tochter nach der von Siegel dargestellten Figur Theodora.

## Karriere

### Theater
Siegel war nach dem College zunächst Theaterdarstellerin in mehreren Städten. In Crystal City und Washington, D.C. stand sie bei Aufführungen von Titus Andronicus und Romeo und Julia als Lavinia beziehungsweise Rosaline auf der Bühne. Zudem spielte sie bei einem Shakespeare-Festival in Bell Buckle in Ein Sommernachtstraum die Helena. Daneben war sie 2006 bei einer Aufführung des Stücks A Chorus of Disapproval von Alan Ayckbourn in Los Angeles in der Rolle der Linda zu sehen. Ihre bislang letzten Theaterauftritte absolvierte Siegel 2012 als Viola in Was ihr wollt sowie im Jahr darauf als Belle in der Beamount-Version von Die Schöne und das Biest. Beide Stücke wurden in La Cañada Flintridge aufgeführt.

### Film
Siegels drehte im Alter von 24 Jahren ihren ersten Film, die auf dem Fall der Black Dahlia basierende Direct-to-Video-Horrorproduktion The Curse of the Black Dahlia. Darin verkörperte sie eine Frau, die nach dem Verschwinden ihrer Assistentin unter Albträumen und Halluzinationen leidet. Danach war sie im Drama Hacia La Oscuridad über eine Geiselbefreiung sowie in Steam zu sehen. In letzterem verkörperte sie eine der Hauptrollen neben Ruby Dee und Ally Sheedy. Der Film handelt von drei Frauen, die sich in der Sauna ihres Fitnessstudios kennen lernen und ihren monotonen Alltag durch neue Liebesbeziehungen ändern möchten.
2013 arbeitete Siegel erstmals mit Flanagan zusammen. Er führte bei der Horrorproduktion Oculus Regie, in dem sie eine gespensterhafte Frau spielte, die die männliche Hauptfigur verführt. 2015 schrieben die beiden  gemeinsam das Drehbuch zum Horrorfilm Still, Siegel übernahm auch die Hauptrolle. Er handelt von einer gehörlosen Schriftstellerin, die ins Visier eines Serienmörders gerät. Flanagan und Siegel spielten die Handlung bei sich zuhause nach, mussten das Skript vor den eigentlichen Dreharbeiten jedoch stark umschreiben, da sie keine Räumlichkeiten fanden, die ihrem Wohnhaus ähnlich genug waren. Im Oktober desselben Jahres wurde Flanagans Ouija: Ursprung des Bösen veröffentlicht, in dem Siegel eine Séancebesucherin spielte. Zudem erhielt das Ehepaar im darauffolgenden Monat den Auftrag, eine Adaption des Jugendbuchs 13 Days to Midnight über einen Jugendlichen, der plötzlich Superkräfte bekommt, zu entwickeln.
2017 war Siegel als Mutter der Hauptfigur in Das Spiel zu sehen. Der Thriller basiert auf dem gleichnamigem Roman von Stephen King. 2024 übernahm sie in The Life of Chuck, einer Verfilmung von Chucks Leben, mit der Englischlehrerin des Protagonisten eine weitere Rolle in einer King-Adaption ihres Ehemanns. Im selben Jahr gab Siegel ihr Regiedebüt. Sie drehte das Segment Stowaway im Horror-Anthologiefilm V/H/S/Beyond über eine Frau, die in der Mojave-Wüste nach Außerirdischen sucht.

### Fernsehen
2018 verkörperte Siegel erstmals eine Serienprotagonistin. In Spuk in Hill House, einer Adaption des gleichnamigen Romans von Shirley Jackson, übernahm sie die Rolle Theodora Crain, die durch Berührung und außersinnlicher Wahrnehmung an hellseherische Informationen über andere Personen gelangt. Sie wirkte auch an der losen Fortsetzung Spuk in Bly Manor mit, die auf der Novelle The Turn of the Screw von Henry James basiert. Siegel spielte darin die Nebenfigur Viola Willoughby, die Tochter des verstorbenen Besitzers des titelgebenden Anwesens.
Anfang der 2020er Jahre erhielt Siegel weitere Hauptrollen in Horrorfernsehserien. In der 2021 veröffentlichten Miniserie Midnight Mass war sie als Erin Greene zu sehen, eine schwangere Lehrerin, die in ihre alte, von mysteriösen Vorfällen betroffene Heimatstadt zurückkehrt. Zwei Jahre darauf verkörperte sie in Der Untergang des Hauses Usher, die auf verschiedenen Werken von Edgar Allan Poe basiert, die im Unternehmen ihres Vaters tätige Geschäftsfrau Camille L’Espanaye.

## Filmografie (Auswahl)
- 2007: The Curse of the Black Dahlia
- 2009: Ghost Whisperer – Stimmen aus dem Jenseits (Ghost Whisperer, Fernsehserie, Episode 4x12)
- 2010: Numbers – Die Logik des Verbrechens (Numbers, Fernsehserie, Episode 6x14)
- 2012: Castle (Fernsehserie, Episode 4x19)
- 2013: Mob City (Fernsehserie, Episode 1x06)
- 2013: Oculus
- 2016: Still (Hush, auch Drehbuch)
- 2016: Ouija: Ursprung des Bösen (Ouija: Origin of Evil)
- 2017: Das Spiel (Gerald’s Game)
- 2018: Spuk in Hill House (The Haunting of Hill House, Fernsehserie, 10 Episoden)
- 2020: Hawaii Five-0 (Fernsehserie, Episode 10x14)
- 2020: Spuk in Bly Manor (The Haunting of Bly Manor, Fernsehserie, 2 Episoden)
- 2021: Midnight Mass (Miniserie, 7 Episoden)
- 2021: Hypnotic
- 2023: Becky 2 (The Wrath of Becky)
- 2023: Der Untergang des Hauses Usher (The Fall of the House of Usher, Fernsehserie, 8 Episoden)
- 2024: The Life of Chuck
- 2024: V/H/S/Beyond (Anthologiefilm, Regie Segment Stowaway)

## Nominierungen (Auswahl)
Critics’ Choice Super Award
- 2022: Nominierung in der Kategorie Beste Schauspielerin in einer Horrorserie, für Midnight Mass

Saturn Award
- 2022: Nominierung in der Kategorie Beste TV-Hauptdarstellerin (Streaming), für Midnight Mass